# Consett
Consett est une ville anglaise située dans le comté de Durham. En 2001, sa population était de 27 394 habitants.

## Personnalités liées à la ville
- Freddie "Fingers" Lee (1937), de son vrai nom Frederick John Cheesman, chanteur et pianiste attitré de Screamin' Jay Hawkins, y est né ;
- Davy Maitland, jockey vainqueur à Ascot en 1975, y est né ;
- Rowan Atkinson (1955), acteur, scénariste et humoriste, y est né ;
- Alan Campbell (1957-), homme politique du parti travailliste, y est né ;
- Mark Clattenburg (1975-), arbitre anglais de football, y est né ;
- Chantelle Handy (1987-), joueuse de basket-ball, y est née ;
- Karen Harding (1991-), chanteuse, y est née ;
- Jonathan Hawkins (1983-), joueur d'échecs, y est né ;
- Ronald Maddison (1933-1953), ingénieur de la Royal Air Force, mort d'une exposition à un neurotoxique à Porton Down, y est né ;
- Keith Strachan (1944-), compositeur, y est né.
- Darren Grimes (1993-), activiste anglais du parti conservateur, ayant joué un rôle important dans le Brexit

## Source de la traduction
- (en) Cet article est partiellement ou en totalité issu de l’article de Wikipédia en anglais intitulé « Consett » (voir la liste des auteurs).